# Nannothrissa stewarti
Nannothrissa stewarti és una espècie de peix pertanyent a la família dels clupeids.

## Descripció
- Pot arribar a fer 2,3 cm de llargària màxima.
- 12-18 radis tous a l'aleta dorsal i 17-19 a l'anal.[4][5]

## Hàbitat
És un peix d'aigua dolça, pelàgic i de clima tropical (0°S-3°S) que viu en aigües àcides (pH 4).

## Distribució geogràfica
Es troba a Àfrica: llacs Mai-N'Dombe i Inongo (conca delriu Congo).

## Estat de conservació
Els seus principals problemes són la pesca, la seua distribució geogràfica tan restringida i la possible explotació de jaciments de metà descoberts recentment al llac Mai-N'Dombe.

## Observacions
És inofensiu per als humans.